# Comuna Blăgești, Bacău
Blăgești (în maghiară Blegyest) este o comună în județul Bacău, Moldova, România, formată din satele Blăgești (reședința), Buda, Poiana Negustorului, Țârdenii Mari și Valea lui Ion.

## Așezare
Comuna se află în extremitatea nordică a județului, în valea râului Blăgeasca și pe malul drept al Bistriței (emisarul celui dintâi), la limita cu județul Neamț, în vecinătatea vestică a orașului Buhuși. Este traversată de șoseaua județeană DJ156G, care o leagă spre sud-est de Gârleni (unde se termină în DN15) și spre nord de Buhuși (unde se termină în același DN15).

## Demografie
Componența etnică a comunei Blăgești
     Români (73,43%)
     Romi (17,29%)
     Alte etnii (0,07%)
     Necunoscută (9,21%)
Componența confesională a comunei Blăgești
     Ortodocși (88,83%)
     Penticostali (1,03%)
     Alte religii (0,82%)
     Necunoscută (9,32%)
Conform recensământului efectuat în 2021, populația comunei Blăgești se ridică la 6.815 locuitori, în scădere față de recensământul anterior din 2011, când fuseseră înregistrați 7.080 de locuitori. Majoritatea locuitorilor sunt români (73,43%), cu o minoritate de romi (17,29%), iar pentru 9,21% nu se cunoaște apartenența etnică. Din punct de vedere confesional, majoritatea locuitorilor sunt ortodocși (88,83%), cu o minoritate de penticostali (1,03%), iar pentru 9,32% nu se cunoaște apartenența confesională.

## Politică și administrație
Comuna Blăgești este administrată de un primar și un consiliu local compus din 15 consilieri. Primarul, Laurențiu Munteanu[*], de la Partidul Social Democrat, este în funcție din 2004. Începând cu alegerile locale din 2024, consiliul local are următoarea componență pe partide politice:
|  | Partid                          | Consilieri | Componența Consiliului | Componența Consiliului | Componența Consiliului | Componența Consiliului | Componența Consiliului | Componența Consiliului | Componența Consiliului | Componența Consiliului | Componența Consiliului | Componența Consiliului |
|  | ------------------------------- | ---------- | ---------------------- | ---------------------- | ---------------------- | ---------------------- | ---------------------- | ---------------------- | ---------------------- | ---------------------- | ---------------------- | ---------------------- |
|  | Partidul Social Democrat        | 10         |                        |                        |                        |                        |                        |                        |                        |                        |                        |                        |
|  | Partidul Național Liberal       | 3          |                        |                        |                        |                        |                        |                        |                        |                        |                        |                        |
|  | Alianța pentru Unirea Românilor | 1          |                        |                        |                        |                        |                        |                        |                        |                        |                        |                        |
|  | Partidul Mișcarea Populară      | 1          |                        |                        |                        |                        |                        |                        |                        |                        |                        |                        |

## Istorie
La sfârșitul secolului al XIX-lea, comuna făcea parte din plasa Bistrița de Sus a județului Bacău și era formată doar din satul de reședință, având 1458 de locuitori. În comună existau o școală mixtă înființată în 1865 și două biserici și ea era cunoscută pentru recolta de tutun. La acea vreme, pe teritoriul actual al comunei mai funcționau în aceeași plasă și comunele Buda și Valea lui Ion. Comuna Buda era formată din satele Buda și Șipotele și avea o biserică și 1330 de locuitori ce trăiau în 309 case. Comuna Valea lui Ion, formată din satele Valea lui Ion, Târzeni, Păscăreni, Boița, Cotreanța, Poiana Negustorului și Frunzeni, avea 1740 de locuitori și două biserici la Târzeni și Valea lui Ion.
Anuarul Socec din 1925 consemnează comunele în plasa Bistrița a aceluiași județ. Comuna Blăgești avea 1849 de locuitori în unicul ei sat; comuna Buda avea 1135 de locuitori în aceleași două sate Buda și Șipote; iar comuna Valea lui Ion era formată din satele Păsăreni, Târdeni și Valea lui Ion si din cătunele Boița, Cotreanța, Frunzeni și Poiana Negustorului, populația totală fiind de 3000 de locuitori. În 1931, comuna Buda a fost desființată, cele două sate ale ei trecând la comuna Blăgești Ulterior, și comuna Valea lui Ion a avut aceeași soartă.
În 1950, comunele Blăgești și Valea lui Ion au fost transferate raionului Buhuși și apoi (după 1964) raionului Bacău din regiunea Bacău. În 1968, comuna a revenit la județul Bacău, reînființat și tot atunci au fost desființate satele Boița, Șipote și Pascareni (comasate respectiv cu satele Blăgești, Buda și Valea lui Ion).

## Monumente istorice
Două obiective din comuna Blăgești sunt incluse în lista monumentelor istorice din județul Bacău ca monumente de interes local. Unul este școala din satul Buda ridicată în 1918 și clasificată ca monument de arhitectură; iar celălalt este placa memorială a Răscoalei de la 1907 amplasată în 1957 în curtea grădiniței din satul Blăgești.